# Contarinia tecomae
Contarinia tecomae är en tvåvingeart som först beskrevs av Ephraim Porter Felt 1906.  Contarinia tecomae ingår i släktet Contarinia och familjen gallmyggor. Inga underarter finns listade i Catalogue of Life.